# تیم ملی فوتبال جزایر کوک
تیم ملی فوتبال جزایر کوک نمایندهٔ کشور جزایر کوک در مسابقات بین‌المللی است که زیر نظر فدراسیون فوتبال جزایر کوک فعالیت می‌کند.
اولین بازی رسمی این تیم در تاریخ ۲ سپتامبر ۱۹۷۱ میلادی در برابر تیم ملی فوتبال تاهیتی برگزار شده‌است.